# Vipul Mehta
Vipul Mehta (nacido en 1991 en Amritsar, Punjab),  es un cantante indio, quien el 1 de septiembre de 2012 ganó el título de "Indian Idol", de la serie Temporada 6.
Mehta aprendió canto clásico cuando tenía 8 años de edad y a la vez cuando estudiaba en la universidad en la carrera de Comunicación Social, para obtener una licenciatura. En 2008, se convirtió en uno de los finalistas de segunda temporada del programa, pero no pudo llegar a la final. En 2012, en Indian Idol, ganó la serie junto al co-finalista Devendra Pal Singh, convirtiéndose en unos de los 17 finalistas. Su primer sencillo fue "Rowaan Mein", escrita y compuesta por Chohan Asad y producido por Ali Mustafa. Después de su victoria, también lanzó su álbum debut titulado "Hello Namaste Sat Sri Akal".

## Discografía
Álbumes
- 2012: Hello Namaste Sat Sri Akal

Singles
- 2012: "Rowaan Mein"